# Beata Obertyńska
Beata Obertyńska, z domu Wolska, ps. „Dziodzia”, „Marta Rudzka” (ur. 18 lipca 1898 w Skolem, zm. 21 maja 1980 w Londynie) – polska poetka i pisarka.

## Życiorys
Była córką Maryli z Młodnickich Wolskiej (poetki młodopolskiej, córki Wandy Monne, rzeźbiarki, narzeczonej Artura Grottgera) i inż. Wacława Wolskiego (przedsiębiorcy naftowego). Miała czworo rodzeństwa. Jej bratem był Ludwik, dobrze zapowiadający się poeta, zamordowany przez Ukraińców w 1919 r. w Złoczowie. Dzieciństwo i młodość spędziła w rodzinnej willi „Zaświecie” na stokach Cytadeli we Lwowie, ucząc się w domu rodzinnym i zdając egzaminy eksternistycznie. W młodości związana ze Skamandrem i środowiskiem artystycznym Medyki Pawlikowskich (domu jej uzdolnionej artystycznie siostry Leli Pawlikowskiej).
Pierwsze jej wiersze opublikowane zostały w 1924 w Słowie Polskim. Studiowała w Państwowym Instytucie Sztuki Teatralnej. W latach 1933–1937 występowała na scenach teatrów lwowskich.
Po agresji ZSRR na Polskę, w czasie okupacji sowieckiej Lwowa, w lipcu 1940, została aresztowana przez NKWD. Była osadzona w areszcie w osławionych lwowskich Brygidkach, następnie więziona kolejno w Kijowie, Odessie, Charkowie, Starobielsku, wreszcie zesłana do łagru Loch-Workuta.
Po ataku Niemiec na ZSRR uwolniona w konsekwencji układu Sikorski-Majski, wstąpiła do Armii Polskiej w ZSRR pod dowództwem gen. Władysława Andersa. W 1942 ewakuowała się wraz z Armią Andersa do Iranu, przeszła cały szlak bojowy Armii Polskiej: Iran, Palestyna, Egipt i Włochy. Służyła w randze porucznika w kwaterze Oświaty II Korpusu w Rzymie. Na okres kilku miesięcy została odkomenderowana w celu napisania wspomnień: W domu niewoli, którego to zadania dokonała w Johannesburgu.
Po wojnie pozostała na uchodźstwie, osiadła w Londynie. Publikowała w Dzienniku Polskim i Dzienniku Żołnierza, Orle Białym, Polsce Walczącej, Ochotniczce, Wiadomościach, Życiu, Przeglądzie Polskim.
Otrzymała wiele nagród literackich, m.in. nagrodę londyńskiego Przeglądu Powszechnego (1967), za tom poezji Miód i piołun – nagrodę Fundacji Lanckorońskich (1972) i nagrodę Stowarzyszenia Polskich Kombatantów (1972), ponadto nagrodę Jurzykowskich (1974). Podpisała list pisarzy polskich na obczyźnie, solidaryzujących się z sygnatariuszami protestu przeciwko zmianom w Konstytucji Polskiej Rzeczypospolitej Ludowej (List 59).
Była żoną ziemianina Józefa Obertyńskiego herbu Sas (1892-1937), syna Kazimierza, posła i polityka.
Została pochowana na Cmentarzu North Sheen w Londynie (kw. 16G 304).

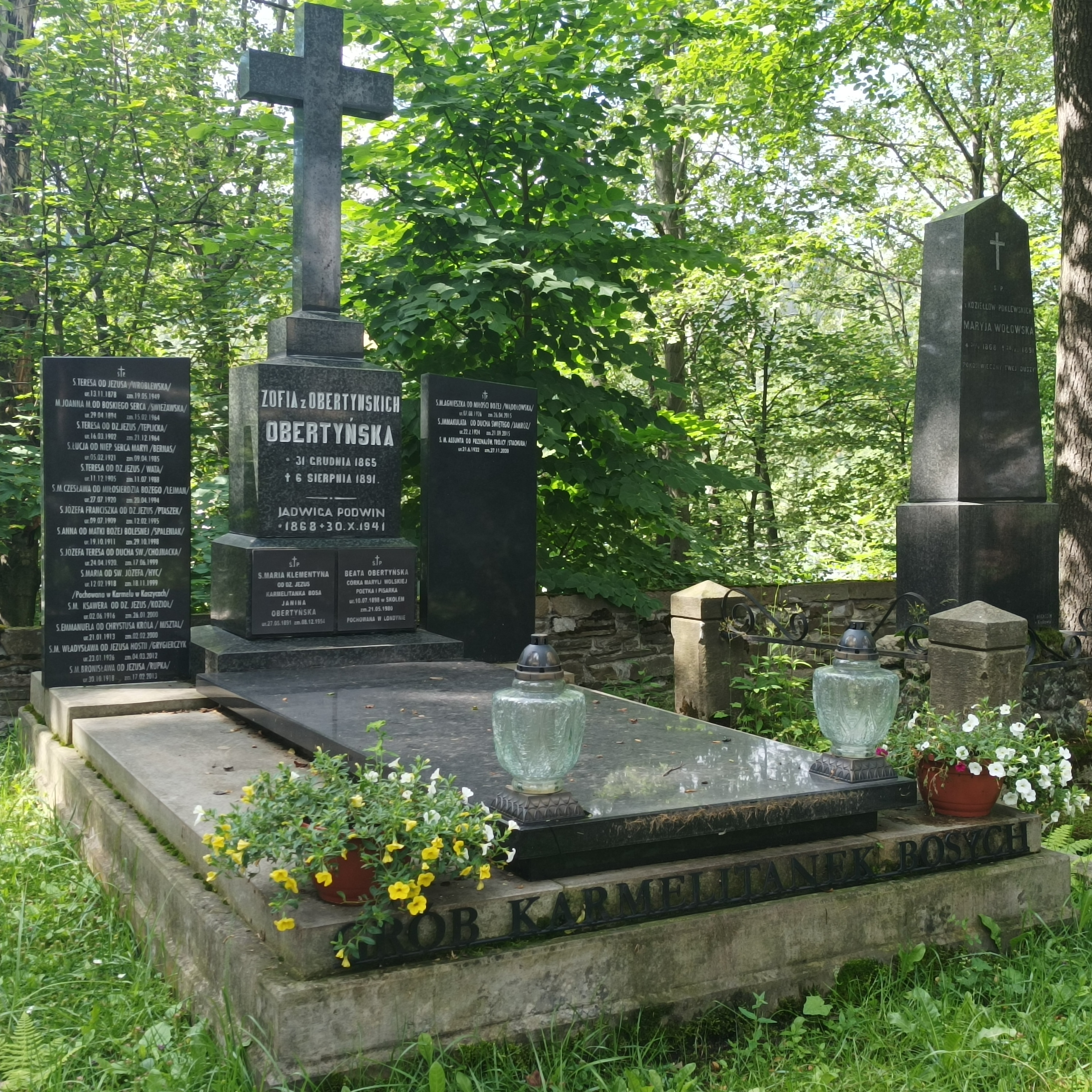
Symboliczny grób Beaty Obertyńskiej na Cmentarzu Zasłużonych na Pęksowym Brzyzku

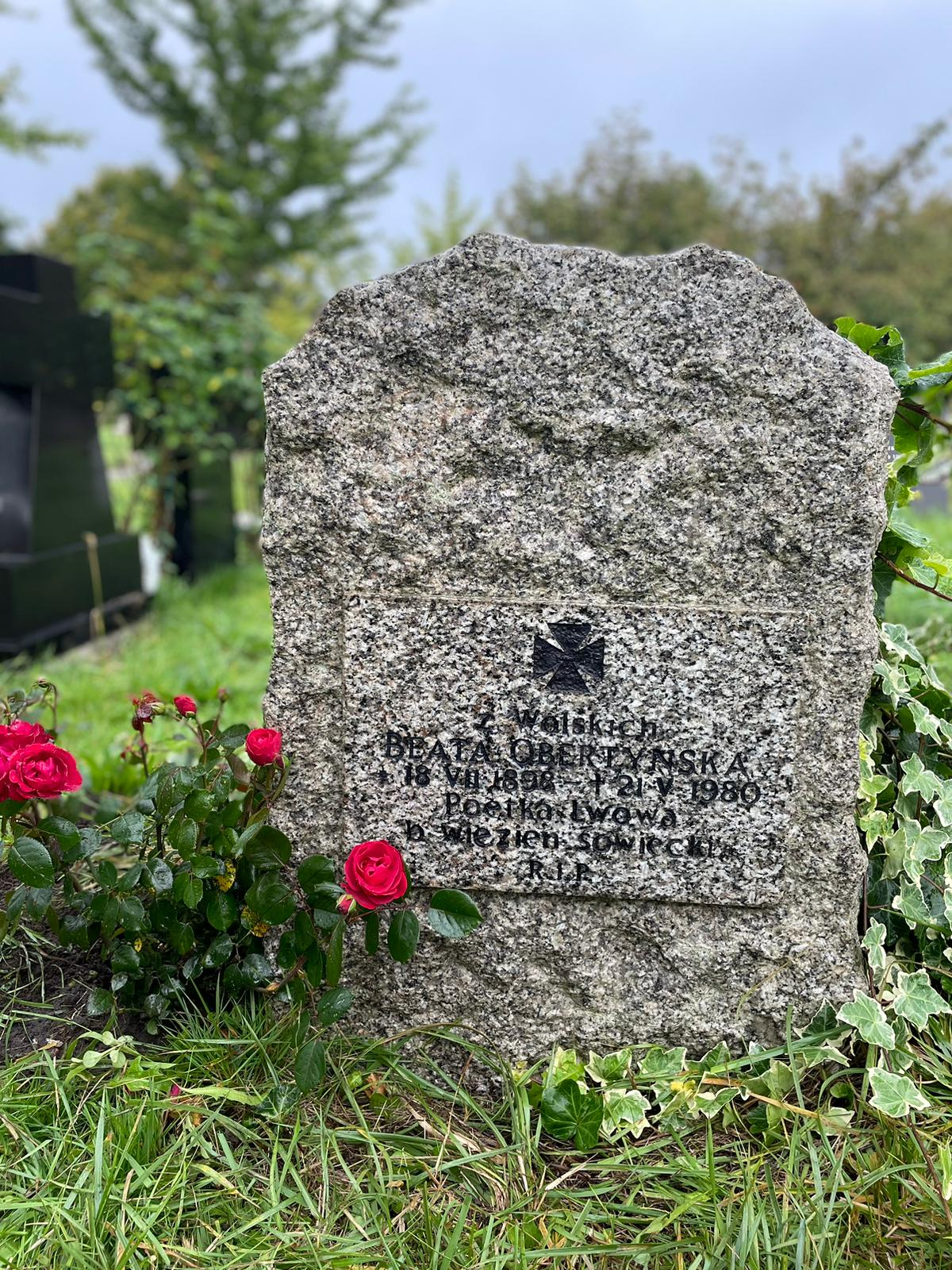
Grób Beaty Obertyńskiej na Cmentarzu North Sheen w Londynie

## Twórczość

### Zbiory wierszy
- Pszczoły w słoneczniku (1927)
- Głóg przydrożny (1932),
- Otawa. Wiersze dawne i nowe (Jerozolima 1945),
- Miód i piołun (Londyn 1972),
- Anioł w knajpie (Londyn 1977),
- Perły – wiersze (Brighton 1980),
- Wiersze wybrane (1983)
- Grudki kadzidła (Londyn, Kraków 1987)
- Skrząca libella (1991)
- Liryki najpiękniejsze (1999)

### Poematy
- Ballada o chorym księżycu (1959)

### Wspomnienia i powieści
- Gitara i tamci (Medyka 1926)
- Ziarnka piasku (Londyn 1957)
- Wspomnienia (wspólnie ze wspomnieniami matki Maryli Wolskiej, Quodlibet, 1974)
- W domu niewoli (Rzym 1946, pod pseudonimem M. Rudzka)
- Skarb Eulenburga (tom 1–2, Londyn 1987–1988).